# Friedrich Loofs

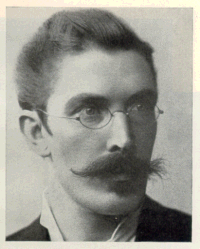
Friedrich Loofs

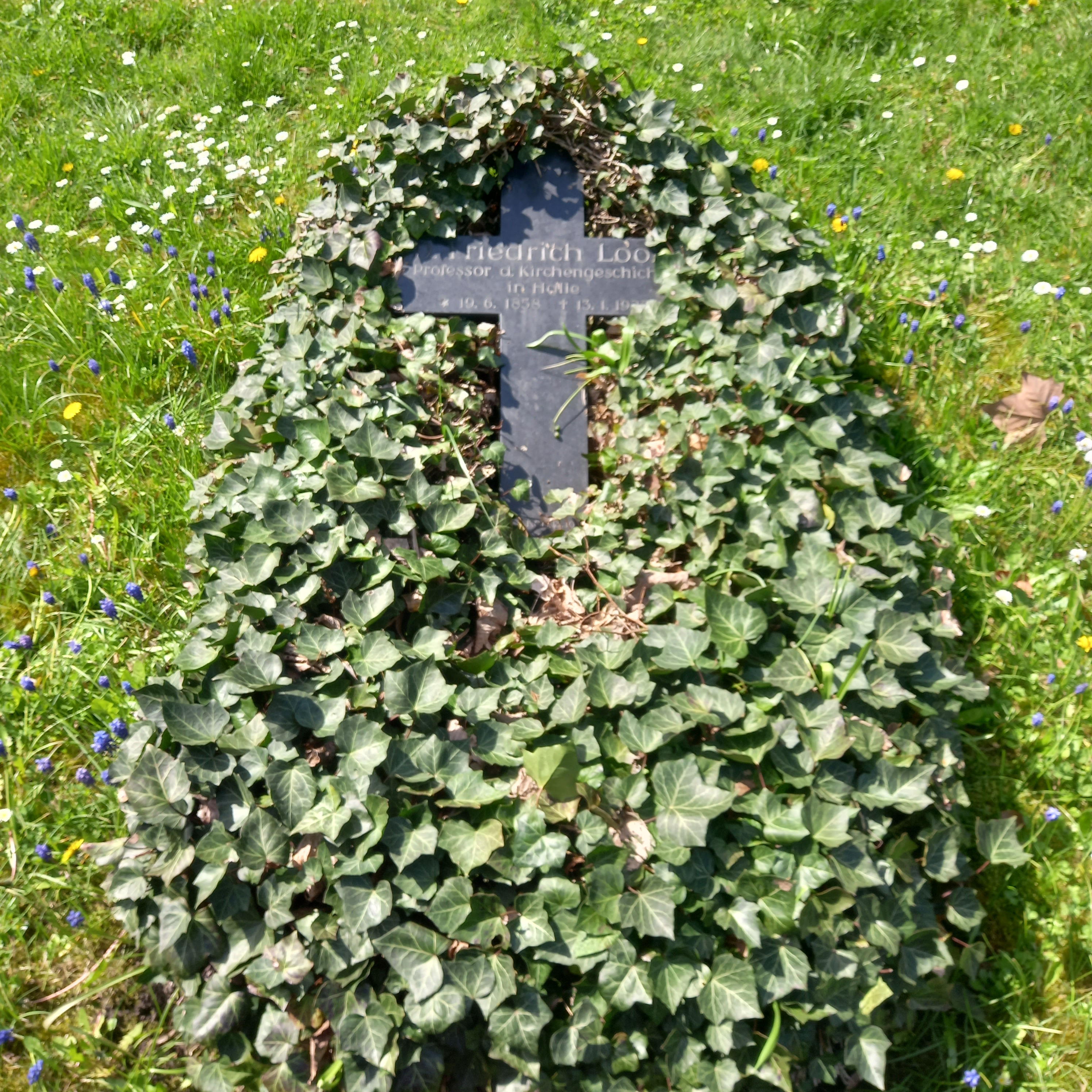
Das Grab von Friedrich Loofs auf dem Laurentiusfriedhof (Halle)

Friedrich Armin Loofs (* 19. Juni 1858 in Hildesheim; † 13. Januar 1928 in Halle (Saale)) war ein deutscher evangelischer Kirchenhistoriker.

## Biographie
Loofs wuchs in Hildesheim auf und besuchte dort das Gymnasium Andreanum. Ab 1877 studierte er in Leipzig, Tübingen, Göttingen und abschließend erneut in Leipzig bis 1882 Evangelische Theologie. Nachdem er sich zunächst dem Lutheraner Christoph Ernst Luthardt zugewandt hatte, schloss er sich dem Leipziger Schüler- und Freundeskreis um Adolf Harnack an. Unter Harnacks Einfluss studierte er auch in Göttingen bei Albrecht Ritschl, dem seinerzeit bedeutendsten protestantischen Theologen in Deutschland. 
Von 1880 bis 1881 war er Hauslehrer in Leipzig. 1881 wurde er zum Dr. phil. promoviert, 1882 zum Lic. theol.; im gleichen Jahr habilitierte er sich für Kirchen- und Dogmengeschichte. Seit 1882 lehrte er als Privatdozent in Leipzig. 1886 wurde er dort zum außerordentlichen Professor berufen. Als solcher wechselte er 1887 nach Halle, wo er ab 1888 – als Nachfolger Justus Ludwig Jacobis – Ordinarius war. Sein Nachfolger wurde 1926/27 Erich Seeberg.
Loofs hatte einen nachhaltigen Einfluss auf die Fakultät, war von 1907 bis 1908 Rektor der Universität und wurde 1888 zum Dr. theol. h. c. in Marburg ernannt. Er versah 15 Jahre lang das Amt eines Konsistorialrats in Magdeburg und war 1890 bis 1925 städtischer Armenpfleger.
1917 wurde ihm der Dr. jur. h. c. der Universität Leipzig zuerkannt, er wurde mit dem Roten Adlerorden III. Klasse, dem Kronenorden II. Klasse und dem Komturkreuz II. Klasse des Hausordens Albrechts des Bären ausgezeichnet. 1904 wurde er als korrespondierendes Mitglied in die Preußische Akademie der Wissenschaften aufgenommen.

## Wissenschaftliches Wirken
Loofs war in erster Linie Patristiker. In seinen Studien befasste er sich u. a. mit Eustathius von Sebaste, Leonthius von Byzanz, dem Konzil von Serdica, den Briefen des Basilius von Caesarea und den nestorianischen Fragmenten. 
Sein Leitfaden zum Studium der Dogmengeschichte gehört neben den Lehrbüchern Harnacks und Reinhold Seebergs zu den Klassikern dieser Disziplin. Das zuerst 1889 als Leitfaden für seine Vorlesungen über Dogmengeschichte veröffentlichte Werk wurde bis 1968 in mehrfach verbesserter, auch „völlig umgearbeiteter“ (6. Auflage 1906) und (von Kurt Aland) „ergänzter“ Fassung in sieben Auflagen gedruckt. Bis heute hat es, weil die Quellentexte in den Originalsprachen zitiert werden, im anspruchsvolleren dogmengeschichtlichen Studium seinen Platz. 
Auch zur Reformationsgeschichte (Luthers Stellung zum Mittelalter und zur Neuzeit, Halle a.S. 1907) sowie zur Geschichte des Christentums in der Neuzeit verfasste Loofs wichtige Beiträge (u. a. in der Realenzyklopädie für protestantische Theologie und Kirche). Der erste Band seines Lehrbuches Symbolik oder christliche Konfessionskunde von 1902 (ein weiterer ist nicht erschienen) gilt als Meilenstein der modernen, vergleichenden Konfessionskunde.
Loofs ist auch als Prediger und Verfasser populärer theologischer Schriften hervorgetreten, in denen er sich an einen „weiteren Kreis gebildeter Christen“ wandte. Insbesondere im sog. Apostolikumsstreit, in den Auseinandersetzungen um die Haltung zur römischen Kirche und anderen theologischen Streitfragen der Zeit hat Loofs dezidiert Stellung genommen.
Gemeinsam mit Martin Rade, dem Herausgeber, Wilhelm Bornemann und Paul Drews war er Mitbegründer der seit 1887 (bis 1941) erschienenen liberalprotestantischen Zeitschrift Die Christliche Welt. An deren Entwicklung nahm er in den ersten Jahren erheblichen Anteil. Mit der zunehmenden sozialpolitischen Ausrichtung der Zeitschrift und ihrer Öffnung gegenüber den Vertretern der Religionsgeschichtlichen Schule jedoch entfernte er sich zunehmend von ihr, bis er 1902 seine Mitarbeit einstellte.

## Werke
- Leontius von Byzanz und die gleichnamigen Schriftsteller der griechischen Kirche, Leipzig 1887
- Antiquae Britonum Scotorumque eccesiae qualesfuerint mores, quae ratio credendi et vivendi, quae controversiae cum romana ecclesia causa atque vis, Leipzig/London 1882
- Predigten, Halle 1892
- Das Apostolikum in drei, am 1. 3. und 5. Trinitatissontage 1895 im akademischen Gottesdienste zu Halle gehaltenen Predigten, Halle 1895
- Eustathius von Sebaste und die Chronologie der Basilius-Briefe. Eine patristische Studie, Halle 1898
- Zur Chronologie der Briefe des Basilius von Caesarea. Eine patristische Studie. Osterprogramm der Universität Halle-Wittenberg, 1898
- Anti-Haeckel. Eine Replik nebst Beilagen, Halle 1900 (5. Aufl. 1906)
- Predigten II, Halle 1901
- Grundlinien der Kirchengeschichte in der Form von Dispositionen für seine Vorlesungen, Halle 1901
- Symbolik oder christliche Konfessionskunde, Band 1 (Grundriss der Theologischen Wissenschaften. [Reihe 1] Teil 4, Band 4), Tübingen/Leipzig 1902
- Nestoriana. Die Fragmente des Nestorius gesammelt, untersucht und herausgegeben, Halle 1905
- Leitfaden zum Studium der Dogmengeschichte, Vierte, völlig umgearbeitete Auflage, Verlag von Max Niemeyer, Halle a. S. 1906
- Akademische Predigten, Dresden 1906
- Luthers Stellung zum Mittelalter und zur Neuzeit, Halle a.S. 1907
- Das Glaubensbekenntnis der Homousianer von Sardica, Berlin 1909
- Über Selbsterlösung, Pantheismus und Lebensfreude. Drei Predigten 1911 gehalten von D. Friedrich Loofs, Halle 1911
- Wer war Jesus Christus? Für Theologen und den weiteren Kreis gebildeter Christen erörtert, Halle 1916
- Die „Internationale Vereinigung Ernster Bibelforscher“. Zweite, sehr erweiterte Auflage, J. C. Hinrich’sche Buchhandlung, Leipzig 1921.
- Der articulus stantis et cadentis ecclesiae: Programm der theologischen Fakultät der Universität Halle-Wittenberg zum 31. October 1917, Halle 1917
- Paulus von Samosata. Eine Untersuchung zur altkirchlichen Literatur- und Dogmengeschichte, Leipzig 1924
- Theophilus von Antiochien Adversus Marcionem und die anderen theologischen Quellen bei Irenaeus, Leipzig 1930 (postum)
- Patristica. Ausgewählte Aufsätze zur Alten Kirche, hg. von Hanns Christof Brennecke und Jörg Ulrich, Berlin / New York 1999 (S. XIII-XIX: Bibliographie)